# تو (ترانه شکیرا)
«تو» ترانه‌ای از هنرمند اهل کلمبیا شکیرا است. 
این ترانه در چارت ترانه های لاتین در بیلبورد، در رتبه اول قرار گرفت.